# Guettarda calyptrata
Guettarda calyptrata es una especie de planta fanerógama en la familia de las Rubiaceae. Es originaria de Cuba.

## Descripción
Es un arbusto o árbol que alcanza un tamaño de hasta 6 m de altura; las ramitas densamente ferrugíneo-pubérulas; con estípula s oblongo-ovales, de 10-16 mm, obtusas o aguditas, mucronadas, tomentulosas y pelosas; hojas oblongas a ovales o redondo-aovadas, de 3.5-13 cm x 2-7 cm, redondeadas o muy obtusas en el ápice, acorazonadas en la base, coriáceas, pelositas a glabrescentes en el haz, el envés albo-tomentoso, peloso en los nervios; cimas subcapitadas, 3-floras, pedúnculos de 0.3-2.5 cm, flores sésiles, cáliz tomentoso y peloso, de 7 mm en el botón; corola blanca, tubo de 2.5-5 cm, retroso-peloso, lóbulos aovado-oblongos, de 8-10 mm; fruto globoso, de 8-18 mm, tomentuloso.

## Taxonomía
Guettarda calyptrata fue descrita por Achille Richard y publicado en Historia Física Política y Natural de la Isla de Cuba, Botánica 11: 21. 1850.
Etimología
Guettarda: nombre genérico que fue nombrado en honor del naturalista francés del siglo XVIII Jean-Étienne Guettard.
calyptrata: epíteto del griego καλυπτρα que significa "con caperuza"
Sinonimia
- Matthiola calyptrata (A.Rich.) Kuntze[4]

## Nombre común
- cuero de hojas grandes, guayabillo, guayacanejo, jagüilla.[1]